# Línea 37 (Dbus)
La línea 37 de Dbus conecta Gros y el centro con las zonas altas de Rodil y Zorroaga. Así mismo, también va a las estaciones de tren y autobús, y es la única línea que da servicio al paseo Federico García Lorca y Aldunaenea, junto a las dependencias de la Policía Nacional.
Sustituyó al taxibús de Rodil. Fue la segunda línea operada con microbuses de la ciudad, por detrás de la 36. Gracias a esta flota, los autobuses pueden acceder a zonas estrechas y empinadas como las anteriormente mencionadas.

## Paradas

### Hacia Mendigain
- Frontón Ategorrieta
- Mikel Gardoki - Lore Toki
- Larraga - Arbola
- Rodil 91
- Rodil 69
- Rodil 55
- Manteo
- Mariaren Bihotza 13 24 31 46
- Kursaal 13 29 31 42
- Gipuzkoa Plaza 14
- Libertad 7 14
- Estaciones Renfe-Bus 17 24 45 E21 E30
- Federico García Lorca 7
- Mundaiz Zubia
- Aldunaene E21
- Balleneros 8
- Anoeta 17 28 31
- Zorroaga Gaina 1
- Mendigain

### Hacia Frontón Ategorrieta
- Mendigain
- Zorroaga Gaina 2
- Zorroaga Gaina 76
- Zorroaga Gaina 134
- Ospitaleak - Larrañategi
- Madrid 17 17
- Sancho el Sabio 33 17 27
- Easo Plaza 21 23 26 28 32
- Easo 9 23 31 32 33 36
- Libertad 21 13 33
- Pinares Mirakruz 16 13 27
- Plaza Vasconia 13 14 27 29 31 33 36 46
- Jai Alai 13 14 27 29 33 46
- Fernando Sasiain 29 33 41
- Frontón Ategorrieta